# Energiecoöperatie
Een energiecoöperatie is een coöperatie die zich richt op het bevorderen van een voor iedereen toegankelijke, democratisch gecontroleerde, en duurzame energievoorziening. Dergelijke coöperaties zijn in veel landen omstreeks 1985 of later opgericht. In Duitsland en de Verenigde Staten bestaan energiecoöperaties al vanaf ongeveer 1935, maar deze richten zich niet exclusief op duurzame energie. Ook in Nederland bestonden aan het begin van de 20e eeuw dergelijke coöperaties maar deze zijn alle verdwenen.

## Ontstaan en doelen
Hoewel er eerder al soortgelijke organisaties bestonden, ontstonden sinds ongeveer 1980, maar vooral na 2000, in Nederland en België steeds meer samenwerkingsverbanden van burgers, soms samen met bedrijven en gemeenten, die zich inzetten voor opwekking, transport en gebruik van duurzame energie in collectief beheer. Soortgelijke vormen van beheer hadden in Denemarken al een groter belang, waar meer dan 100.000 burgers aangesloten zijn bij ruim 2000 windenergiecoöperaties. Ook elders, onder meer in het VK, Zweden, Australië en Duitsland. kwamen dergelijke verbanden tot stand. Ze zijn meestal gekoppeld aan dorpen, wijken, steden of andere relatief kleine geografische eenheden, maar soms opereren ze op nationaal niveau. Coöperaties beheren bijvoorbeeld gezamenlijk windmolens, kopen samen zonnepanelen in of zetten een biogasinstallatie op. Niet alleen willen deze coöperaties bijdragen aan een afname van de afhankelijkheid van fossiele energiebronnen, mede met het oog op het broeikaseffect en de klimaatverandering, men wil ook met concrete projecten laten zien dat duurzame energie de toekomst heeft – zelfs zonder subsidies – tegen concurrerende tarieven. Naast duurzame energievoorziening zijn er vaak andere doelen, zoals een duurzame of toekomstbestendige samenleving in brede zin, onafhankelijkheid van grote bedrijven en sociale cohesie of vitaliteit van wijk en dorp.
De coöperaties kunnen de vorm van een vereniging aannemen die vanuit lidmaatschapsgeld en extra inleg initiatieven kan nemen zoals het kopen van een windmolen. De coöperatie kan ook meer bedrijfsmatig opereren en energie distribueren en inkopen bij een groene leverancier. Soms werken overheden, andere bedrijven en burgers samen in zo'n energiecoöparatie.

## België
De grootste energiecoöperatie in België is de coöperatieve vennootschap Ecopower, in 1991 opgericht. Het doel is statutair om gelden bijeen te krijgen voor alternatieve, duurzame en hernieuwbare energieproductie. Na een mislukte aanbestedingspoging in 1995 voor de aankoop van het windmolenpark op de strekdam van Zeebrugge werd het enige tijd stil, maar aan het eind van het decennium kreeg Ecopower vleugels. In 1996 startten de initiatiefnemers van Ecopower met onderzoeksinstellingen, hoge scholen en vzw’s de vzw Organisatie Duurzame Energie, ODE-Vlaanderen een informatie- en lobbycampagne om de maatschappelijke en economische situatie in gunstige zin te veranderen. Het waren echter de internationale klimaatafsprakeN die ervoor zorgden dat de doelstellingen en overheidsfinanciering van groene stroom veranderden en de kansen voor Ecopower keerden. Vanaf 1999 is Ecopower actief, met een project van windturbines in Eeklo als eerste wapenfeit. Daarna volgden (in 2003) een waterkrachtcentrale in Overijse en (in 2004) de aankoop van 3 waterkrachtcentrales in Vlaams-Brabant, in Rotselaar, Leuven en Hoegaarden.
In 2005 kwam het windpark rond het Kluizendok in de haven van Gent (Ecopower heeft 20% van dit windpark), in 2006 een warmtekrachtkoppelingsproject op plantenolie in Eeklo en nadien diverse zonnecelleninstallaties, deels in samenwerking met WWF.
Ecopower werkt samen met de West-Vlaamse energiecoöperatie BeauVent, o.a. rond een windturbine in Gistel. Na 2010 werd geïnvesteerd in twee bijkomende windturbines in Eeklo, en drie windparken in Wallonië. In 2010 wordt op initiatief van Ecopower de federatie van energiecoöperaties in Vlaanderen RESCoop Vlaanderen opgericht.
Voor zijn projecten in Wallonië werkt Ecopower samen met de Waalse hernieuwbare energiecoöperaties Emissions Zéro, Courant d'air en O' Manne Céleste. Samen met hen richt Ecopower in 2011 de federatie REScoop Wallonie op. Sinds 2003 is Ecopower ook leverancier van groene stroom aan zijn leden. Ecopower streeft nadrukkelijk naar variatie in vormen van hernieuwbare energie. Eind 2011 kent deze coöperatie 36.855 leden en heeft deze een omzet van 19,4 miljoen euro.
Energie 2030 is een andere relatief oude Belgische energiecoöperatie, opgericht in 1995]. Energie 2030 is gevestigd in de Oostkantons, maar ontplooit ook in Duitsland initiatieven. Aan de wieg van deze coöperatie stonden 13 milieuverenigingen.
In 2010 werd een Federatie van groepen van burgers en coöperaties voor hernieuwbare energie in België opgericht: REScoop.be. Deze federatie ondersteunt de start van lokale energiecoöperaties.

## Nederland
In Nederland bestonden aan het begin van de 20e eeuw tientallen energiecoöperaties maar deze zijn bij de opkomst van de door de overheden beheerde energiemaatschappijen voor de Tweede Wereldoorlog allemaal verdwenen. Anno 2020 waren er ongeveer 600 energie-coöperaties actief. De meeste werken lokaal, sommige regionaal of landelijk. De hoeveelheid deelnemers kan variëren van enkele tientallen tot duizenden. Waarschijnlijk is Noordenwind, een vereniging voor collectief bezit van windmolens in Noord-Nederland, de oudste. Deze vereniging bestaat sinds 1986, heeft 500 leden en beheert op verschillende plaatsen in Friesland windturbines. De laatste jaren is de thematiek verbreed naar zonne-energie.
Jaarlijks wordt door Hier Opgewekt een Lokale Energie Monitor uitgebracht.
Sinds 1979 was Organisatie Duurzame Energie (ODE) de grootste overkoepelende organisatie voor duurzame energie, met verschillende afdelingen voor onder andere zonne- en wind- energie. In 2012 zijn verschillende initiatieven genomen om het werk van energiecoöperaties en vergelijkbare lokale initiatieven te bundelen of te ondersteunen. Zo zijn er de Verenigde Energie Coöperaties (V.E.C.), Samen|Om en de Vereniging Federatie Decentrale Duurzame Energie Nederland E-decentraal.
In 2018 namen vijf koepel-organisaties van burger-initiatieven die actief waren met de energie transitie het initiatief om te fuseren tot ‘Energie Samen’. Deze fusie van ODE Decentraal, REScoopNL, PAWEX, Hoom en Econobis is in 2019 afgerond waardoor de energie-coöperaties nu bij de Regionale Energie Strategieën (RES-en) gezamenlijk op kunnen trekken. Hoom heeft vooralsnog afgezien van het opgaan in Energie Samen, maar werkt wel nauw samen.
Energie Samen behartigt de belangen van energie-community's (lokale burgers en ondernemers) bij overheden, toezichthouders en netbeheerders. Vanuit Energie Samen worden op non-profit-basis verschillende diensten aangeboden aan lokale organisaties zoals Buurtwarmte, Zon op Nederland, Econobis en projectbegeleiding.
Energie Samen vormt met de Natuur- en Milieufederaties, LSA bewoners, Buurkracht en ondersteunt door Hier de Participatie Coalitie om bij de uitvoering van het Klimaatakkoord overal in Nederland de belangen van de burgers te vertegenwoordigen en te komen tot minimaal 50% eigendom voor de lokale omgeving.

## Europa
In 2009 zijn energiecoöperaties uit Frankrijk, Spanje, Italië, Oostenrijk, Duitsland, Nederland, het Verenigd Koninkrijk en België op uitnodiging van de Groene fractie van het Europees Parlement bijeen geweest en hebben afgesproken tot Europese samenwerking te komen.
Op 17 maart 2011 werd in Brussel de Federatie van groepen en coöperaties van burgers voor hernieuwbare energie in Europa: REScoop.eu opgericht. Vanuit RESCOOP zijn verschillende onderzoeksprojecten gestart of ondersteund om in Europa alle RES-cooperaties en hun pioniers in kaart te brengen, en succesvolle coöperatieve modellen en financiering te beschrijven.

## Verenigde Staten
De start van de energiecoöperaties in de VS gaat terug tot 1935 toen president Franklin Roosevelt initiatieven nam om het platteland van elektriciteit te voorzien. Het directe resultaat was dat er elektriciteitscoöperaties werden gevormd en een hieraan gekoppeld productie-, afname- en transportsysteem.
In de VS bestaan inmiddels ruim 700 energiecoöperaties, verenigd in The Touchstone Energy Cooperatives brand. Er zijn meer dan 40 miljoen mensen bij aangesloten en de coöperaties vormen samen het grootste elektriciteitsnetwerk in de VS met ruim 60.000 werknemers.
Bijna 90% van de lokale coöperaties biedt duurzame energie aan. In 2008 was ongeveer 11 procent van de energie afkomstig van duurzame bronnen (tegen een gemiddelde van 9 procent voor de gezamenlijke elektriciteitsleveranciers in de VS).
De coöperaties hanteren de volgende 'principes':
- vrijwillig en open lidmaatschap;
- democratische controle: op het niveau van de lokale coöperaties geldt het één-lid-één-stem-principe;
- economische participatie leden;
- autonomie en onafhankelijkheid;
- educatie-, trainings- en informatieprogramma's voor werknemers, leden en het algemene publiek;
- samenwerking tussen coöperaties door bundeling in lokale, regionale, nationale en internationale structuren;
- betrokkenheid bij de gemeenschap, door te werken aan duurzame ontwikkeling zoals door de leden is bepaald.

## Rest van de wereld
In veel landen bestaan energiecoöperaties, bijvoorbeeld in India en diverse landen in Zuid-Amerika, bedoeld om elektriciteitsvoorziening voor burgers te garanderen.